# فورست ماكفيرسون
فورست ماكفيرسون (بالإنجليزية: Forrest McPherson)‏ هو لاعب كرة قدم أمريكية أمريكي، ولد في 22 أكتوبر 1911 في فايربوري في الولايات المتحدة، وتوفي في 7 أكتوبر 1989 في سنتراليا في الولايات المتحدة.

## وصلات خارجية
- فورست ماكفيرسون على موقع مرجع كرة القدم المحترفة.كوم (الإنجليزية)